# Yórgos Baloyánnis
Yórgos Baloyánnis (grec moderne : Γιώργος Μπαλογιάννης, né le 17 janvier 1971 à Athènes, en Grèce) est un joueur grec de basket-ball. Pendant sa carrière de joueur, il évolue au poste d'arrière.

## Palmarès
- Vainqueur de l'Euroligue 2001-2002 (Panathinaïkos)
- Champion de Grèce 2001, 2003 (Panathinaïkos)
- Vainqueur de la Coupe Korać 1995 (PAOK Salonique)